# Musashi (romanzo)
Musashi è un libro che narra le vicende di Miyamoto Musashi, il samurai più famoso del Giappone. Scritto da Eiji Yoshikawa, uno tra i più prolifici e più amati scrittori giapponesi, nonché figlio di un samurai, è un lungo romanzo storico uscito a puntate, per la prima volta, in Giappone fra il 1935 e il 1939 sull'Asahi Shimbun, il giornale più prestigioso e più diffuso in territorio nipponico. È stato poi pubblicato in volume (841 pagine) non meno di quattordici volte e ne sono stati ricavati sette film, adattamenti teatrali e trasposizioni televisive. È stato tradotto in 21 lingue, e grazie alla stima di 120 milioni di copie vendute, risulta essere uno dei romanzi a puntate più venduti di sempre.

## Trama
Il libro è diviso a sua volta in sette "sottolibri" i cui nomi sono qui riportati:
1. La terra
2. L'acqua
3. Il fuoco
4. Il vento
5. Il cielo
6. Il sole e la luna
7. La perfetta luce

Agli albori del 1600, in un Giappone nel pieno dell'età feudale, il giovanissimo Musashi Miyamoto sogna di percorrere “la via del samurai”. Rinuncia così a tutti i suoi averi per intraprendere un lungo e solitario addestramento. Percorrerà una strada irta di pericoli in continua lotta con le sue debolezze e, dopo numerose peripezie, diverrà il più grande eroe guerriero del suo paese. Da notare che la versione italiana ha subito diversi tagli rispetto alla versione inglese, tali da renderne alcuni passi incoerenti.

## Edizioni
- Eiji Yoshikawa, Musashi, traduzione di Pier Francesco Paolini, Rizzoli, 1985,  p. 841, ISBN 978-88-17-11467-7.
- Eiji Yoshikawa, Musashi, traduzione di Silvia Galimberti, collana Sol Levante, Luni Editrice, 1º gennaio 2016  [1935],  p. 1216 (2 volumi), ISBN 9788879845083.
- Eiji Yoshikawa, Musashi, traduzione di Pier Francesco Paolini, Super BUR, Rizzoli, agosto 2018,  p. 858, ISBN 978-88-17-11467-7.

## Filmografia
- Miyamoto Musashi (1944), con Chôjûrô Kawarasaki, regia di Kenji Mizoguchi.[3]
- Samurai I: Musashi Miyamoto (1954), con Toshirō Mifune, musiche di Ikuma Dan, Regia di Hiroshi Inagaki[4]
- Miyamoto Musashi (film 1961) con Kinnosuke Nakamura, musiche di Akira Ifukube, regia di Tomu Uchida[5]
- Miyamoto Musashi (1973) (serie televisiva), con Hideki Takahashi, musica di Hajime Kaburagi, regia di Tai Katô.[6]
- Miyamoto Musashi, TV Mini-Series (2014), con Takuya Kimura, musiche di Takayuki Hattori, regia di Ryôsuke Kanesaki;[7]